# Antoine Révillon

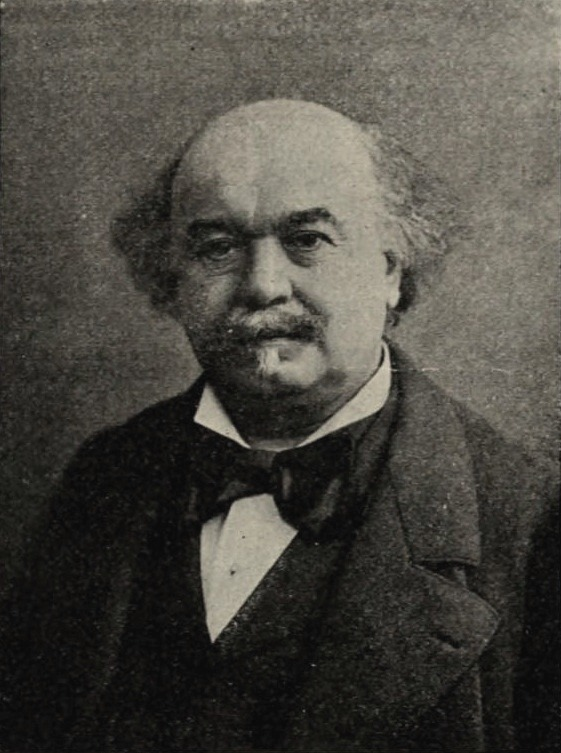
Antoine Revillon, Tony.

Antoine (Tony) Révillon, född den 30 december 1832 i Saint Laurent, departementet Ain, död den 11 februari 1898 i Paris, var en fransk författare och politiker.
Révillon verkade från 1857 som tidningsman i Paris, var 1876-1879 huvudredaktör för "Petite république" samt från 1879 till sin död en bland de ledande medarbetarna i "Radical". Révillon gjorde sig på 1870-talet känd som radikal ytterlighetsman, invaldes i Paris municipalråd och besegrade vid valen till deputeradekammaren 1881 Gambetta i en Parisvalkrets. Som deputerad (1881-1893) tillhörde han yttersta vänstern och tog livlig andel i boulangismens bekämpande. Révillon skrev även ett stort antal romaner, exempelvis Le drapeau noir (1871), Les aventures d'un suicidé (1872) och Le marquis de Servières (1877).